# Assassin's Creed III
Vous lisez un « article de qualité » labellisé en 2013.
Pour l’article homonyme, voir la page de la série de jeux vidéo Assassin's Creed.
Assassin's Creed III est un jeu vidéo d'action-aventure et d'infiltration développé par Ubisoft Montréal et édité par la société Ubisoft fin 2012 sur PlayStation 3, Wii U et Xbox 360 ainsi que sur PC sous système Windows. Il est également disponible en version remasterisée sur PlayStation 4 et Xbox One le 29 mars 2019, inclus dans le season pass du titre de la saga Assassin's Creed Odyssey, ou en édition physique, et sur Nintendo Switch le 21 mai 2019. Cette version comprend le DLC La Tyrannie du roi Washington et Assassin's Creed: Liberation. C'est le cinquième jeu principal de la série Assassin's Creed et la suite directe de Assassin's Creed Revelations qui concluait les aventures d'Ezio Auditore.
Le jeu est une fiction historique qui se déroule au XVIIIe siècle, notamment lors de la révolution américaine. Son nouveau héros est un jeune homme d'origine britannique et mohawk nommé Ratonhnhaké:ton, qui prendra par la suite le nom de Connor Kenway. Assassin's Creed III poursuit l'histoire de la lutte ancestrale entre les Assassins, combattant pour la liberté, et les Templiers, luttant pour le pouvoir par la domination. Le jeu contient également une partie jouable se déroulant au XXIe siècle, où le protagoniste de la série, Desmond Miles, tente de prévenir la fin du monde de 2012, alors que son histoire arrive à sa conclusion.
Comme les autres jeux de la série, celui-ci se déroule dans un monde ouvert pour une narration à la troisième personne, et se concentre sur l'utilisation des talents de combat et d'agilité de Desmond et Connor pour éliminer des cibles et explorer l'environnement dans une quête principale et une multitude de missions secondaires. Le jeu propose également un mode multijoueur en ligne : le joueur, seul ou par équipe, a pour objectif d'assassiner des cibles ou d'échapper à ses poursuivants. De plus, Assassin's Creed III est l'occasion pour le studio Ubisoft de présenter un nouveau moteur, Anvil Next, créé spécialement pour le jeu.
Vendu à plus de 12 millions d'exemplaires, le jeu obtient un accueil public et critique positif. Une préquelle, intitulée Assassin's Creed IV: Black Flag, est sortie à l'automne 2013, et a pour héros le grand-père pirate de Connor, Edward Kenway.

## Trame

### Contexte
Le jeu est la suite de Assassin's Creed Revelations. Comme dans les autres opus de la série, le joueur contrôle Desmond Miles au XXIe siècle. Cet homme peut revivre les souvenirs de ses ancêtres grâce à un appareil appelé « Animus », lui permettant de voyager dans le temps à travers leur mémoire génétique commune. La lutte que se livrent Assassins et Templiers a en effet survécu à toutes les époques depuis leur début pendant les Croisades : la poignée d'Assassins qui résiste de nos jours (dont Desmond est le dernier descendant) est menacée par l'entreprise multinationale Abstergo Industries qui embrasse les idées des Templiers. Tous sont à la recherche des artefacts laissés par une ancienne civilisation technologiquement plus avancée que la nôtre, mais qui a disparu des milliers d'années avant la naissance de l'Homme. Ces objets ont une puissance intrinsèque considérable et leur assemblage constitue des cartes ou des clés. Dans Revelations, Desmond a découvert la localisation du dernier Temple aux États-Unis et doit dès lors trouver la clé qui permet de l'ouvrir.
Pour cela, il entre dans l'Animus afin de revivre la mémoire de l'un de ses ancêtres : Ratonhnhaké:ton un jeune homme de la tribu Mohawk, né au XVIIIe siècle dans l'Amérique coloniale de l'union d'un père anglais et d'une mère amérindienne. Lorsque son village est incendié par les Britanniques, il part rejoindre la Confrérie des Assassins, en recrute six et prend alors part à la révolution américaine. Durant plus de trois décennies, Connor participe à de nombreux événements historiques et explore des villes comme Boston et New York ainsi qu'une région intermédiaire appelée La Frontière où se situe son village. Philadelphie est également visible à un moment du jeu, tandis que Connor explore l'océan Atlantique et la mer des Caraïbes lors de missions navales.

### Scénario
Desmond Miles, son père William, et les techniciens de l'Animus, Rebecca et Shaun, trouvent le Temple dans une caverne dans le Nord de l'État de New York. Desmond active une grande partie de l'équipement laissé par la Première Civilisation, ainsi qu'un compte à rebours réglé sur le 21 décembre 2012. Voyant qu'il manque une dernière clé pour accéder au contenu du Temple, Desmond tombe dans un état de fugue dissociative. Il retourne dans l'Animus et se retrouve à Londres en 1754 dans le souvenir de l'un de ses ancêtres anglais, un gentleman nommé Haytham Kenway.
À Londres, Haytham assassine un homme pendant une représentation de L'Opéra des gueux (The Beggar's Opera) au Royal Opera House, et lui vole un médaillon censé être une clé ouvrant le Temple construit par « Ceux qui étaient là avant ». Il est envoyé dans les colonies américaines pour le trouver et débarque à Boston après une longue traversée. Après avoir rencontré des alliés, Haytham assassine un marchand d'esclaves nommé Silas Thatcher, libérant ainsi un groupe d'esclaves Mohawks. L'une des Mohawks, une femme nommée Kaniehti:io (ou Ziio), accepte de l'aider s'il tue le général Edward Braddock. Lorsque c'est fait, Haytham et Ziio voyagent jusqu'au Temple, mais Kenway est déçu de découvrir que le médaillon qu'il a en sa possession ne peut en ouvrir l'entrée. Ils succombent à leur affection mutuelle. Peu de temps après, Haytham retourne à Boston, où l'on découvre son appartenance à l'ordre des Templiers.
L'Animus transfère alors Desmond à l'année 1760, dans les souvenirs d'enfance de Ratonhnhaké:ton, le fils de Haytham et Ziio, vivant dans sa tribu Mohawk. Son village est attaqué par des soldats coloniaux, menés par Charles Lee, l'un des alliés de Haytham, provoquant la mort de sa mère. Des années plus tard, la doyenne du village explique à Ratonhnhaké:ton, alors adolescent, que la tribu est la gardienne du Temple. Elle lui indique la demeure d'un vieil Assassin, Achilles Davenport, qui peut l'aider à prévenir l'imminente destruction du village.

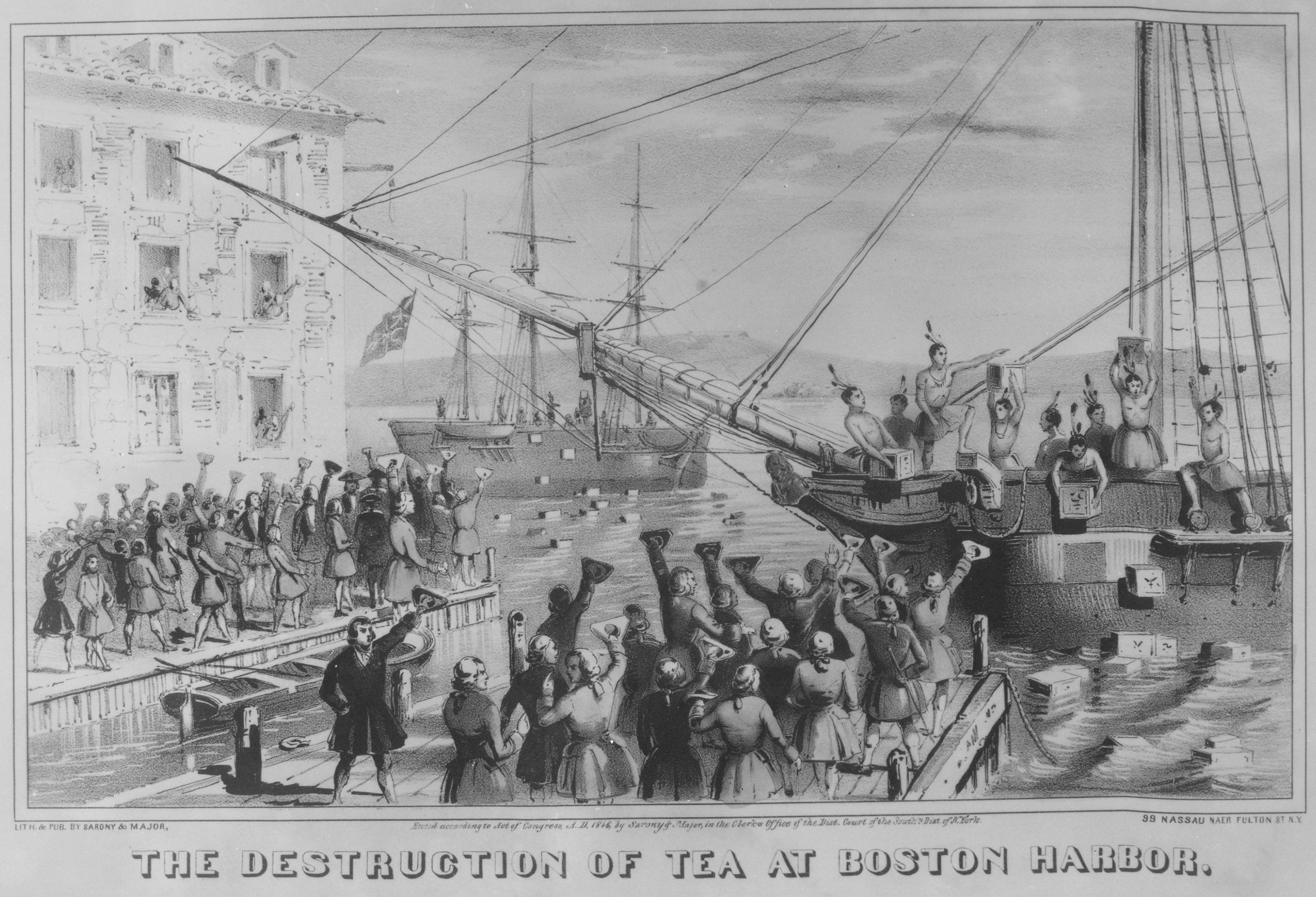
La Boston Tea Party (1773).

Après des années d'entraînement avec Achilles, Ratonhnhaké:ton entreprend d'éliminer les Templiers qui menacent sa tribu, voyageant vers Boston où Achilles lui suggère de changer de nom pour se déplacer plus librement et discrètement à travers les colonies : il devient alors « Connor ». Les Templiers s'arrangent pour qu'il soit accusé d'être responsable du massacre de Boston. Alors qu'il s'échappe, il est secouru par Samuel Adams, qui devient un allié. Pendant ce temps, la population devient de plus en plus mécontente des taxes britanniques mises en place par les colonialistes, notamment le Tea Act, et Connor participe ensuite à la Boston Tea Party.
Au cours des années suivantes, Connor assassine chaque Templier, de John Pitcairn à Thomas Hickey, en passant par William Johnson. Cependant, leur grand-maître – et son père – Haytham Kenway, ainsi que Charles Lee, restent introuvables. Connor rencontre finalement son père et les deux forment une alliance temporaire dans le but d'éliminer Benjamin Church qui a tourné le dos aux Templiers. Plus tard, à Valley Forge, au camp patriote de George Washington, Haytham découvre une lettre révélant que le général a ordonné de déplacer toute la population indigène de la frontière pour la raison que certaines de ces tribus ont aidé les loyalistes. Le village de Connor est concerné par l'ordre de Washington, bien que sa tribu soit restée neutre dans la guerre. Connor s'empresse de rallier son village, encore sain et sauf, mais il apprend que plusieurs guerriers ont été recrutés par Charles Lee pour combattre les patriotes envoyés pour les éradiquer. Connor neutralise les combattants amérindiens pour éviter un conflit ouvert, mais son ami d'enfance Kanen'tó:kon, l'un des guerriers, ne veut pas croire ses explications et l'attaque. Connor, sans autre choix, le tue.
Connor a de plus en plus de mal de remplir sa mission d'éliminer les Templiers. Ayant œuvré avec succès avec Haytham, Connor décide d'essayer de le convaincre de le rejoindre dans sa vision de liberté et de paix après qu'ils auront éliminé Charles Lee. Mais son père reste impassible à ses discours et continue à protéger Lee, disgracié par Washington depuis la bataille de Monmouth et réfugié au Fort George. Alors qu'il infiltre le camp, Connor est arrêté par son père. Ils se battent en duel, et Connor l'assassine.
Pendant ce temps, Desmond est sorti de l'Animus à trois reprises, pour trouver des piles d'énergie, indispensables dans son objectif d'exploration du Temple. Il voyage pour cela à Manhattan et au Brésil, où il est confronté à Daniel Cross, un Templier responsable d'avoir presque démantelé l'ordre des Assassins en tuant leur mentor en 2000. Lorsque la dernière pile est localisée, William propose d'aller la récupérer pendant que Desmond poursuit sa quête dans l'Animus. Mais il est capturé par Abstergo et fait prisonnier dans leurs locaux à Rome, à l'endroit où Desmond était retenu précédemment. Desmond infiltre l'entreprise et tue Cross et Vidic grâce à la Pomme d’Éden, sauvant ainsi son père.
Dans l'Animus, Connor piste et tue Charles Lee. Son but d'éradiquer les Templiers est ainsi accompli, Connor s'empare du médaillon et retourne dans son village pour découvrir que ses habitants ont été déplacés par le nouveau gouvernement mené par le Président Washington. Junon lui indique de cacher le médaillon là où personne ne pourra le retrouver, refusant de lui expliquer pourquoi. Connor obéit, enterrant l'objet dans la tombe du fils d'Achilles, Connor Davenport.
Desmond, ayant découvert où se trouvait le médaillon, le récupère et l'utilise pour ouvrir la dernière porte du Temple et rejoindre un artefact. Junon lui révèle qu'en activant l'artefact, le monde sera sauvé. Mais avant qu'il ne l'active, Minerve apparaît, expliquant à Desmond que s'il le fait, ce qui lui coûtera la vie, cela libérera Junon, qui avait été emprisonnée pour éviter qu'elle ne conquière l'humanité. Junon et Minerve révèlent à Desmond que s'il laisse advenir la catastrophique éruption solaire prévue le 21 décembre 2012, lui et ses amis feront partie des rares survivants du monde post-apocalyptique qui restera. Après la mort de Desmond, il sera probablement déifié, mais son message pourtant bien-pensant sera horriblement déformé et manipulé par les générations futures, continuant ainsi le cycle de tragédie et d'oppression qui se déroule depuis les débuts de l'humanité. Finalement, Desmond ignore l'avertissement de Minerve, mais ordonne à ses amis de quitter le temple et de se préparer à combattre Junon. Il active alors l'artefact et s'effondre au sol. Une aura globale protège la planète de l'éruption solaire. Libérée, Junon s'élance à l'extérieur.
Pendant l'épilogue, Connor retire la hache qu'il a planté dans un poteau du domaine quelques années avant, signifiant que le danger est écarté. À New York, après avoir vu le dernier navire britannique quitter le port, Connor est témoin d'une vente d'esclaves, rappelant que la liberté pour laquelle il a tant sacrifié n'a apporté que bien peu à ce nouveau pays.

### Personnages
Le joueur contrôle dans ce jeu trois personnages : Desmond, Haytham Kenway et Connor.
Le personnage principal de cet opus est Ratonhnhaké:ton (/ˈrəduːnˈhəɡeɪduːn/ / « Ra-doon-ha-gay-doon » signifiant « une vie éraflée » en référence à une lutte pour survivre), né en 1756 d'un père Anglais, Haytham Kenway, et d'une mère Amérindienne, Kaniehti:io. Il est élevé par la tribu de sa mère, les Kanien'keha:ka (de la communauté Mohawk), pendant que se déroule la guerre de Sept Ans (qui sera relatée à travers les yeux de Shay Patrick Cormack dans Assassin's Creed: Rogue). Il est renommé Connor par Achilles Davenport qui l'entraîne pour devenir un Assassin afin de passer inaperçu dans l'Amérique coloniale. À la fois obstiné, naïf, brutal et crédule, sa personnalité est on ne peut plus différente de celle de son charismatique ancêtre Ezio Auditore ; il est expert dans l'art de la chasse et peut se déplacer d'arbre en arbre avec une facilité déconcertante,. Devenu jeune adulte, Connor s'engage d'abord dans une vendetta contre les Templiers responsables de la destruction de son village lorsqu'il était enfant puis rejoint la Confrérie des Assassins en 1770. Alors qu'Altaïr est un Assassin de métier et qu'Ezio est motivé par la vengeance, Connor est fidèle à l'esprit de liberté et de justice pour son peuple et pour tous les hommes en général. Idéaliste au départ, il découvre avec désillusion que sa version du Bien n'est pas la même pour tous, y compris pour ceux qu'il considérait comme ses modèles et s'oppose à tous ceux qui terrorisent et veulent imposer leurs idées au monde. Il ne rejoint pas de camp en particulier, mais se bat aux côtés de ceux qui partagent, même momentanément, ses idées et ses objectifs.
Le joueur contrôle également le britannique Haytham Kenway, un Maître Templier ayant été recruté dans sa jeunesse par le Grand-Maître Reginald Birch. Il forme le Rite Colonial de l'Ordre des Templiers à son arrivée à Boston (devenant ainsi lui-même Grand-Maître) et, après avoir cherché sans succès à entrer dans le Temple, s'emploie à asseoir la domination de l'ordre des Templiers à la tête du pays, intriguant tour à tour pour les forces britanniques, loyalistes et patriotes. Au cours des missions principales et secondaires, Connor et Haytham rencontrent des personnages historiques tels que George Washington, Samuel Adams, Benjamin Franklin, Paul Revere ou Israel Putnam ainsi que Charles Lee, Benjamin Church, William Johnson, Thomas Hickey, Nicholas Biddle ou John Pitcairn, les cibles de Connor.
Les personnages de l'ère moderne ont déjà été rencontrés dans les jeux précédents, et le joueur continue à contrôler Desmond dans les scènes hors de l'Animus.

### Contexte historique

Les treize colonies britanniques.

Le jeu se déroule sur plus de trois décennies : il débute à Londres en 1754 et se termine après l'an 1783, lorsque Connor cache le médaillon. Comme dans les jeux précédents, le générique de fin, durant plus d'une quinzaine de minutes est suivi d'un court épilogue et de quelques quêtes annexes.
En plus des différents personnages historiques cités plus haut, les développeurs ont mis l'accent sur les évènements historiques de la période de la « révolution américaine » : ce terme regroupe une période de changements politiques après 1763 dans les treize colonies britanniques d'Amérique du Nord.
La guerre de Sept Ans (ou « Guerre contre les Indiens et les Français » en Amérique du Nord) (1756–1763) sert de point de départ à l'histoire de Connor (il naît en 1756) et est une des causes ayant entraîné la révolution. Le monarque de l'Empire britannique, George III, pour amortir les dépenses de la guerre qu'il a pourtant remportée, décide d'imposer une série de taxes aux colonies, comme le Sugar Act (taxe sur le sucre en 1764) ou le Stamp Act (taxe sur les timbres en 1765). Par ailleurs, la Couronne fait en 1763 une proclamation royale ayant pour but de pacifier les relations avec les Amérindiens, afin d'apaiser les craintes indiennes d'une arrivée massive de paysans blancs sur leurs terres, notamment dans une région appelée « La Frontière ». Les colons américains, mécontents de ces mesures, se révoltent sur une grande partie du territoire et sont repoussés par les soldats anglais, notamment lors du massacre de Boston (1770).
En 1773, le Parlement britannique proclame une autre taxe sur le thé, le Tea Act. Le 16 décembre 1773, des colons déguisés en Indiens jettent plus de 300 caisses de thé par-dessus les quais au cours de la Boston Tea Party. En représailles, le Royaume-Uni décide de fermer le port de Boston en mars 1774, d'étendre le Quartering Act sur le cantonnement des troupes britanniques, d'imposer une lourde indemnité aux Bostoniens et de réformer la procédure judiciaire. Ces quatre mesures sont appelées Intolerable Acts par les Américains et Coercive Acts par les Britanniques.
Les Américains organisent depuis les années 1760 un réseau de résistance et de protestation à la politique britannique, comme les Fils de la Liberté, dirigés par Paul Revere ou Samuel Adams : ils rédigent des pamphlets, plantent des arbres de la liberté, organisent des réunions politiques, soutiennent la violence urbaine et boycottent les produits britanniques. Adams, le cousin du futur président John Adams, met en place des comités de correspondance facilitant la transmission des informations entre les résistants des treize colonies.

La Déclaration d'indépendance (1819) de John Trumbull.

En 1775 débute la guerre d'indépendance des États-Unis opposant l'armée britannique (les « Tuniques rouges » et les forces loyalistes) aux Américains, appelés Patriots et organisés en milices. En avril, la première escarmouche lors des batailles de Lexington et Concord donne la victoire aux insurgés notamment par le secours des minutemen et marque le début de la guérilla. En juin, les Américains, dirigés par le général Israel Putnam, perdent la bataille de Bunker Hill. Le 4 juillet 1776, à Philadelphie, les membres du Congrès continental (appelés « Pères fondateurs ») signent la Déclaration d'indépendance des États-Unis rédigée par Thomas Jefferson.
New York est envahie par les Britanniques et le Grand incendie de 1776 se déclare peu après. Vaincue à Long Island (août 1776) et Harlem Heights (septembre 1776), l'armée de George Washington se retire de la ville et passe en 1777 un hiver difficile à Valley Forge. Puis il obtient en février 1778 le secours des Français, menés par le marquis de Lafayette qui a répondu à l'appel au secours de Benjamin Franklin, bientôt rejoints par les Espagnols (1779) et les Hollandais (1780). Les Américains remportent la victoire à la bataille de Monmouth en juin 1778 alors que la France remporte la bataille de la baie de Chesapeake sur les mers en septembre 1781. Après victoires et défaites de part et d'autre pendant cinq ans, le traité de Paris met fin à la guerre en 1783. L'idée de la « Confédération américaine » naît cependant bien avant la signature de l'armistice, puisque les Patriotes se dotent d'un drapeau (Stars and Stripes) ainsi que d'un dispositif politique composé de ministères, d'un trésor public et d'ambassades. La constitution américaine sera signée à Philadelphie le 17 septembre 1787.
Quant aux Amérindiens, ils ont participé à la guerre soit dans le camp britannique, soit dans le camp américain (beaucoup ont soutenu les Britanniques en échange de la promesse d'un territoire autonome en cas de victoire). À la fin de la révolution, leur situation n'est pas meilleure qu'avant : de nombreux villages ont été détruits et les récoltes ont été saccagées et salées. Le traité de Paris ignore leur présence et permet la colonisation américaine à l'ouest des Appalaches, sur leur territoire alors que la constitution américaine les exclut de la citoyenneté.
Note : sauf mention contraire, les informations ci-dessus, adaptées au scénario du jeu, sont tirées de l'article de Wikipédia sur la révolution américaine et ses causes (voir la bibliographie), ainsi que celui de la guerre d'Indépendance pour la chronologie.

## Système de jeu

### Solo

#### Ambiance

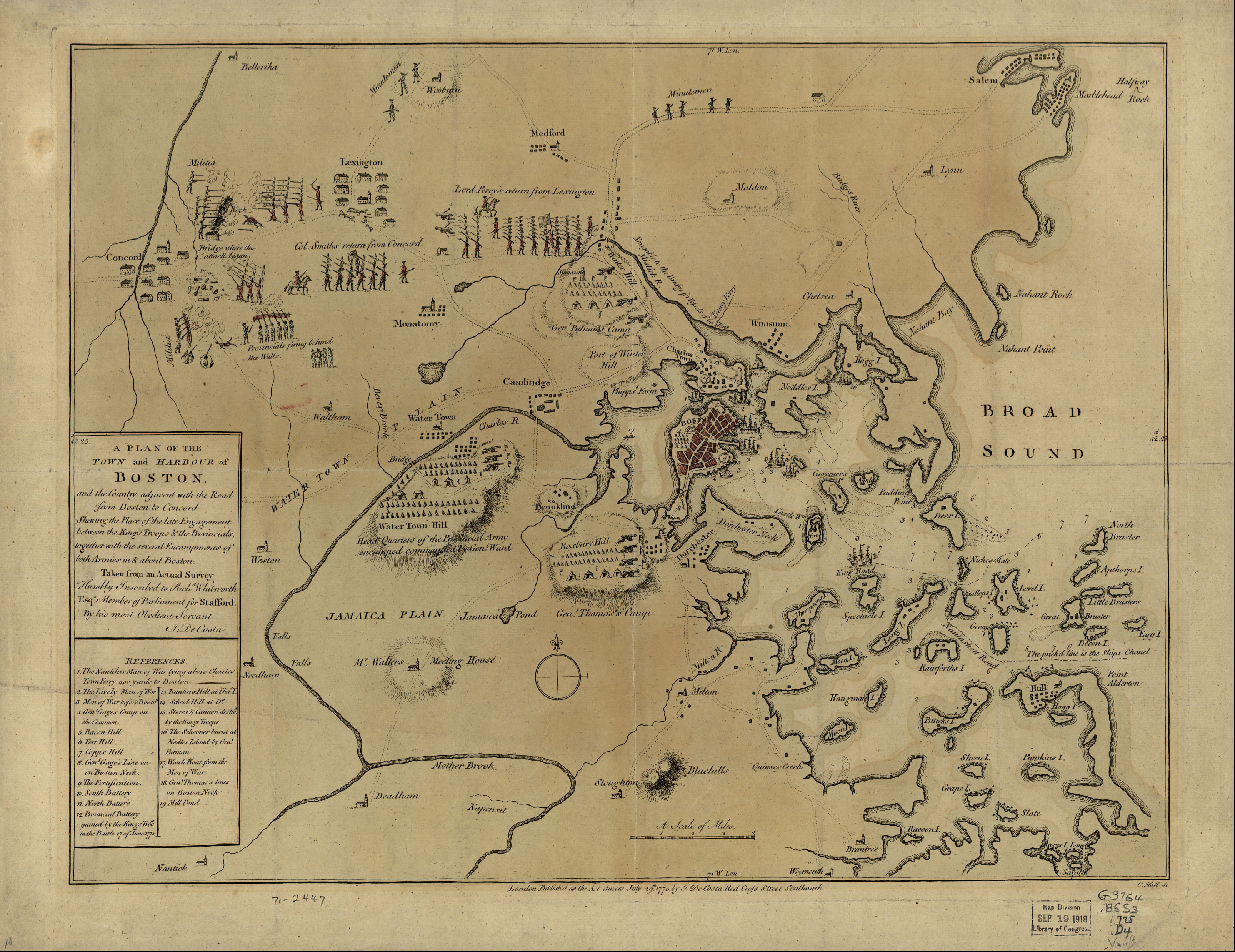
Carte de la région de Boston vers 1775, à l'époque où se déroule l'action principale du jeu.

Le jeu propose une nouvelle fois au joueur un monde ouvert (open world) et une vue à la troisième personne. Cependant, les dimensions de la zone de jeu sont les plus grandes de la série à ce jour, la carte de la « Frontière » étant à elle seule plus grande de celle de Rome dans Assassin's Creed Brotherhood. L'environnement dans lequel les personnages évoluent est plus réaliste que dans les autres jeux de la série, avec une plus grande interactivité du joueur avec les personnages non-joueurs (PNJ), qui réagissent aux évènements qui se déroulent devant eux (par exemple, un voleur qui dérobe une pomme est remarqué par le vendeur qui lui attrape le bras et appelle la garde. Une passante récupère le fruit qui est tombé et le rend au commerçant lorsque les soldats obligent le voleur à payer sa pomme). Les PNJ ont leurs propres occupations, non-redondantes, qui sont bouleversées à la moindre intervention violente de la part du joueur ou des gardes.
Les ennemis sont également bien plus variés qu'avant, puisqu'ils appartiennent à différentes armées : l'armée régulière britannique, la marine royale, l'armée continentale, les Loyalistes et les Patriotes. Ainsi, chaque armée et chaque grade présente une apparence et/ou un uniforme unique (au sein d'un même groupe d'une même armée, certains soldats affichent un chapeau, un casque, un foulard, etc.), couplé à des techniques de combat caractéristiques, selon que le joueur a affaire à un soldat, un grenadier, un officier, un collecteur d'impôt, un Jäger, un minutemen, un tambour, un porte-drapeau, etc. Parmi les Amérindiens, les peuples algonquin et iroquois sont représentés, avec les communautés Abénaquis, Lenapes, Shawnees, Mohawks, etc. Aux adultes s'ajoutent aussi des PNJ enfants (se déplaçant souvent par groupe en train de chahuter) et toute une faune animale ; domestique (chiens, chats, cochons, chèvres, vaches, dindons, souris...) comme sauvage (loup, ours, lynx, élan, biche, lapin, raton-laveur, castor...). Si les animaux sauvages peuvent être chassés librement, les domestiques sont pour la plupart invulnérables, excepté les chiens et cochons, qui dans ce cas infligent le même malus de désynchronisation que le meurtre de civils innocents.
Le mode d'« exploration » a par ailleurs été modifié, permettant à certaines parties de la carte d'être explorées sans requérir un point de synchronisation, alors que le jeu propose une refonte du mode de « déplacement rapide », devenu accessible à tout instant,. L'architecture des villes et de la forêt américaines étant en tout point différente de celles des villes italiennes de la Renaissance, les développeurs ont délaissé un modèle « vertical » (les hauts bâtiments, églises, cathédrales, minarets, etc.) des précédents opus pour un mapping plus « horizontal » (les maisons ont peu ou pas d'étage, les monuments sont moins hauts), tout en augmentant considérablement la surface de jeu,. La Frontière crée également une grande nouveauté, puisqu'elle est presque entièrement en milieu sauvage et « naturel », alors que le personnage évoluait précédemment dans des environnements urbains ou ruraux anthropisés.
Assassin’s Creed III propose également une nouvelle gestion de la météo et des saisons, avec la neige, le brouillard ou la pluie, avec même des orages. Selon les saisons, le temps détermine la façon dont les personnages (joueurs ou ennemis) se comportent. Par exemple, une neige épaisse ralentit les déplacements et les gardes passent plus de temps autour d'un feu plutôt qu'en patrouille. La mémoire interne du jeu accentue également le réalisme en conservant les traces de pas du joueur dans la neige, ou laissant le personnage trempé pendant quelques minutes alors qu'il sort de l'eau ou vient s'abriter de la pluie,.

#### Déplacements et combats

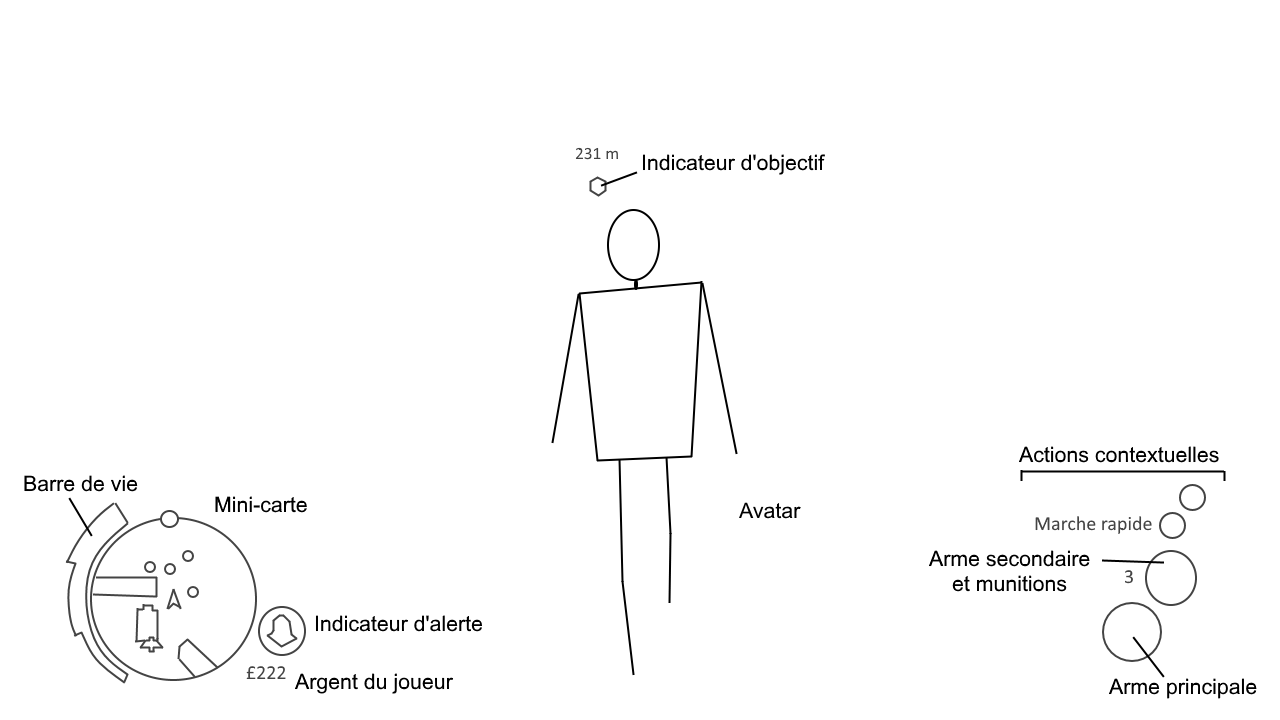
Interface du jeu

Connor a une panoplie d'armes assez différente de celle de ses ancêtres : outre sa lame secrète, désormais pivotante et se transformant en dague, il possède un tomahawk, un pistolet à silex, un arc et des dagues à corde,, et peut acquérir un grand nombre d'armes différentes. Pour le « combat à distance », il est capable de récupérer les armes à feu de ses ennemis, notamment les mousquets, qui nécessitent un temps de rechargement important, mais qui peuvent aussi être utilisés comme armes de mêlée grâce aux baïonnettes. Le « combat rapproché » a été modifié, ralentissant le mouvement durant les parades pour permettre une riposte plus violente et efficace,. Du fait de l'époque, presque tous les ennemis disposent d'armes à feu; de sorte que lors d'un combat contre un groupe d'ennemis, certains vont se mettre en retrait pour ajuster Connor, tandis que les autres l'occupent au corps à corps. Cependant, Connor peut utiliser un soldat ennemi comme bouclier humain pour se protéger,. L'IA des ennemis a été revue, leur permettant de mener des attaques concertées ou de tirer sur le personnage s'ils en ont l'occasion.
Le mode de « course libre » a été modifié et amélioré pour le rendre plus fluide et rapide, formant un ensemble de mouvements rappelant les parkours pour franchir certains obstacles. Le déplacement a été repensé pour s'adapter à l'environnement plus naturel des cartes. Ainsi, Connor peut grimper aux arbres, se déplacer de branches en branches et gravir les falaises. Il peut désormais se cacher derrière des murs, les rochers ou les arbres et les hautes herbes lui permettent de ne pas se faire remarquer par les gardes ou les animaux.
Le héros est capable de piéger ou chasser des animaux pour les dépecer et revendre leurs peaux. Lors des traques, il peut se faire attaquer par des ours ou des loups. Connor ne peut pas combattre les bêtes sauvages comme des soldats: lorsqu'elles se jettent sur lui, il se déclenche une action contextuelle nécessitant une bonne réactivité du joueur pour exécuter le parade, sachant qu'en cas d'échec, l'animal peut presque totalement vider sa jauge de vie. Les attaques d'ours et d'élans enchaînent les actions l'une sur l'autre, de sorte qu'aucune fuite est possible; les rendant paradoxalement plus redoutables que des soldats armés. La valeur d'une peau d'animal est déterminée par la façon dont il a été tué : des méthodes violentes comme les coups de feu ou les attaques multiples abîment les peaux, alors qu'une flèche bien tirée ou un coup de lame les épargnent.
Dans le mode « gestion », Connor a la charge du Domaine Davenport. Il peut conduire quelques missions lui permettant de convaincre certains PNJ de s'installer dans le Domaine. Lorsque c'est le cas, ils produisent des matériaux ou des objets, comme du bois, des peaux, des minerais, etc. Des recettes, obtenues après avoir fouillé des coffres ou des personnages, associent des matériaux entre eux pour former de nouveaux objets, l'économie locale permettant de les vendre via des chariots de commerce ou des convois maritimes,,.
Enfin, les séquences de « batailles navales » sont une grande nouveauté dans la série. Connor devient de temps à autre le capitaine d'un navire nommé l' « Aquila » (« aigle » en latin) et s'engage dans certaines missions ou quêtes secondaires, dont la chasse au trésor du légendaire capitaine Kidd. Le contrôle du bateau concerne la gestion de la vitesse en fonction de l'orientation du vent et du déploiement des voiles, ainsi que le combat à l'aide de canons fixes ou mobiles permettant de lancer des boulets standards, rouges ou chaînés, ainsi que de la mitraille. Il est possible d'éperonner les navires ennemis et les aborder,,,.
L'interface de l'Animus a par ailleurs été allégée, rajoutant des indications visuelles directement à l'écran. L'alternance des profils « actif » et « passif » a également disparu, facilitant ainsi le passage du combat à la course par exemple. La santé se régénère automatiquement après un combat, faisant ainsi disparaître les « potions de santé », qui étaient auparavant trop facilement utilisées pendant l'assaut.

#### Quêtes annexes
Le jeu propose également un gameplay secondaire tel qu'il était déjà présent dans les autres jeux, avec une multitude de missions annexes non-obligatoires. Dans Assassin's Creed III, ces missions sont regroupées selon trois types :
- les « missions citoyens » : désignées par des citoyens des villes ou de la Frontière, consistant en un assassinat, le transport d'une missive ou la livraison de divers produits ;
- les « missions des clubs » (regroupant celles de la société de chasse, du club des frontaliers, des lutteurs et des voleurs) : trois épreuves par club validées par l'accomplissement de défis tout au long du jeu, ainsi que de plusieurs missions avec comme objectif, respectivement, de tuer des animaux dangereux, d'enquêter sur des phénomènes étranges ou de concourir à des combats à mains nues (à noter que si les trois premiers clubs sont facilement repérables sur la carte, le club des voleurs ne se débloque qu'après avoir volé une certaine somme d'argent aux citoyens à Boston ou New-York) ;
- les « prises de forts » : la libération des sept forts britanniques disséminés sur la carte du jeu en tuant le capitaine du fort et mettant le feu à la réserve de poudre.

La « Guilde des Assassins », disponible depuis Assassin's Creed Brotherhood et permettant de recruter des apprentis Assassins, a été adaptée dans cet opus. Le joueur doit accomplir des « missions Libération » afin qu'un rebelle accepte de se mettre à son service. Chaque recrue possède sa propre histoire, son identité visuelle et un style de combat distinctif. À terme, Connor peut faire appel à ses Assassins pour neutraliser des cibles grâce à un panel d'actions encore plus varié que dans les précédents opus : assassinat classique, appât, garde du corps, escorte secrète, tireur d'élite. La libération et l'exploration des villes est aussi conditionnée par le fait de parcourir les longs souterrains de Boston et New York.
L'accomplissement de toutes ces missions permet à la fois une meilleure synchronisation de l'Animus, ainsi que de libérer des quartiers de la domination britannique, et d'en remplacer les soldats par des Patriotes.
De plus, le jeu propose au joueur de collecter divers éléments, comme les plumes ou les coffres, comme c'était déjà possible dans les opus précédents. En plus de ces objets, il a la possibilité de récupérer toutes les pages d'almanach perdues par le personnage de Benjamin Franklin, célèbre inventeur : il s'agit de L'Almanach du Bonhomme Richard, dont la reconstitution permet de créer certaines de ses inventions, comme son Harmonica de verre ou encore sa tentative de cerf-volant. Enfin, en collectant des « babioles » un peu partout dans le jeu, le joueur récupère des informations sur l'emplacement du trésor de William Kidd, dont l'acquisition passe par des missions rapides dans plusieurs lieux inédits, comme dans le Fort Wolcott, sur l’Octavius, le légendaire vaisseau fantôme de mer de Baffin ou encore l'île Oak. La dernière étape de cette chasse au trésor nous amène à récupérer un anneau qui aurait appartenu aux précurseurs et doté de la capacité de repousser certains tirs d'armes à feu en combat.

### Multijoueur
Le gameplay multijoueur, développé par Ubisoft Annecy, propose plus de 12 modes de jeu, dont la base est similaire aux précédents jeux multijoueurs vus dans Brotherhood et Revelations. Les principales nouveautés sont le mode « Domination » (deux équipes de quatre joueurs devant chacune capturer les zones désignées puis les défendre) et le mode « Meute » (une coopération avec trois autres joueurs pour éliminer le maximum d'ennemis dans le temps imparti). Les autres modes de jeu, déjà présents dans les précédents jeux, sont : « Traque », « Chasse à l'homme », « Deathmatch », « Assaut de relique », « Assassinat », etc. Un nouveau mode coopératif est également disponible sous le nom « Wolf Pack » : il permet aux joueurs de former des équipes jusqu'à quatre personnes et d’œuvrer ensemble pour assassiner des cibles PNJ, connues sous le nom de « Taupes » (Moles).
Le mode multijoueur introduit l'usage d'une monnaie fictive que le joueur peut acheter avec de la « vraie » monnaie. Le joueur peut également interpréter une multitude de personnages, certains étant réservés aux détenteurs des éditions limités.
Une dizaine de cartes sont jouables, certaines étant des cartes rencontrées dans le jeu, et d'autres des cartes inédites : le port de Boston, le Nord de Boston, le passage du Nord-Ouest, la brasserie de New York, Fort Wolcott, la plantation de Virginie, le noyau de l'Animus, ainsi que Saint-Pierre, Fort St-Mathieu et Charlestown.

### Version Wii U
Le jeu sur Wii U permet au joueur d'avoir en permanence la mini-carte sur le GamePad ou de changer d'arme plus rapidement. Elle supporte une version Off TV Play qui rapatrie le jeu sur le GamePad si quelqu'un d'autre regarde la télévision.

## Développement

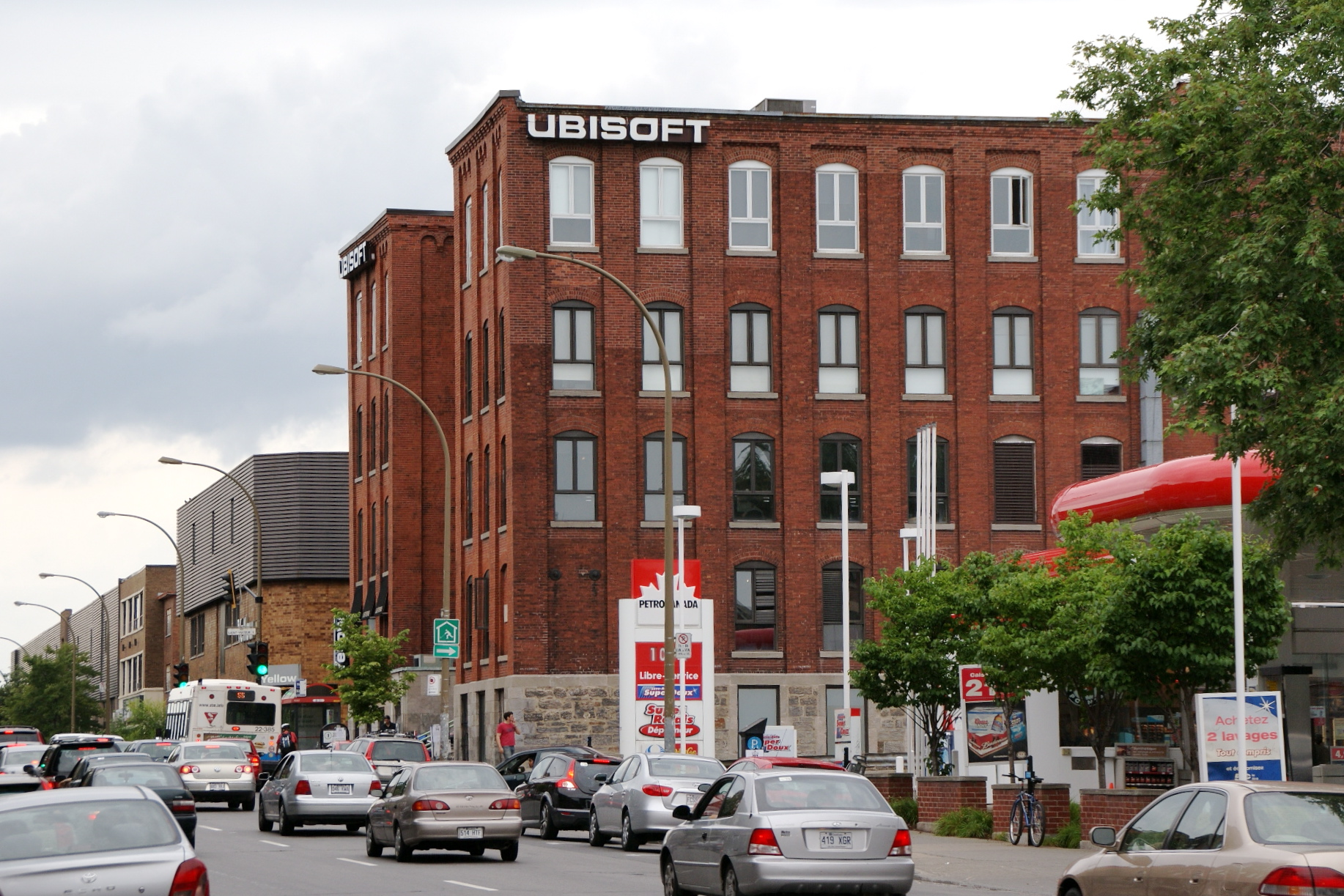
Bâtiment d'Ubisoft Montréal.

### Origines
Le travail sur Assassin's Creed III a commencé peu après la sortie de Assassin's Creed II, en janvier 2010, avec une équipe de développeurs senior d'Ubisoft. Alors qu'Ubisoft sort Assassin's Creed Brotherhood en 2010, les premiers détails ont amené les joueurs à confondre cet opus particulier avec Assassin's Creed III. Les développeurs ont donc confirmé que Brotherhood était différent de Assassin's Creed III, celui-ci ne présentant pas un personnage préexistant.
Jean-François Boivin d'Ubisoft a précisé par la suite que chaque titre numéroté de la série présentera un nouveau protagoniste, dans un nouveau contexte. Patrice Désilets, ancien directeur créatif de la série explique que l'histoire d’Assassin's Creed III se concentrera sur les Assassins destinés à empêcher la fin du monde en décembre 2012, et leur course contre la montre pour trouver à temps les temples et les artefacts d’Éden conçus par « Ceux qui étaient là avant ». Desmond cherchera donc à localiser ces temples, et cherchant des indices dans les souvenirs d'un (ou plusieurs) de ces ancêtres.
En octobre 2011, Alexandre Amancio, directeur créatif d’Assassin's Creed Revelations, annonce que le prochain titre sortira avant la fin de l'année 2012, mais qu'il ne dirigera pas le jeu lui-même à la suite de son départ d'Ubisoft. Cette décision est directement liée à Desmond Miles, protagoniste du jeu dans les temps modernes, qui doit achever sa quête en décembre 2012. Amancio déclare que les joueurs ne devraient pas jouer un jeu futuriste sorti après la période où le jeu se déroule.

« Dans la série Assassin's Creed, nous avons défini une chronologie où la fin du monde se déroule en décembre 2012… Cela arrive vite, et l'histoire que nous voulons raconter, nous devons clairement l'achever avant d'atteindre cette date. Ce serait stupide de notre part de placer un jeu dans une semi-réalité puis de la conclure après la date donnée. »

— Alexandre Amancio

### Spécifications techniques
Pour cet épisode, Ubisoft a utilisé un nouveau moteur de jeu 3D appelé Anvil Next, une version améliorée de son prédécesseur Anvil. Développé pendant trois ans, il permet de générer des milliers de soldats en une seule bataille (2 500 pour les plus grandes) et de reproduire les changements dynamiques du temps, des saisons et des époques qui affectent l'environnement, tout en proposant une carte plus grande que jamais,. Il est aussi responsable des passages en vidéo rapide lorsque Connor traverse les maisons pour échapper à ses poursuivants. Anvil Next permet d'interagir avec les nombreux PNJ rencontrés sur la carte et modélise les conditions de navigation en mer selon la météo et les batailles. Enfin, il améliore le rendu des personnages, notamment les visages qui étaient, dans les épisodes précédents, un des points faibles du jeu. De plus, le moteur physique Havok a été réutilisé,.
L'ensemble du développement est dirigé par Alex Hutchinson, le directeur créatif, remplaçant Patrice Désilets (Assassin's Creed, Assassin's Creed II et Brotherhood) et Alexandre Amancio (Revelations). Il est assisté par le directeur artistique Steven Masters et le programmeur principal David Champagne, ainsi que par les scénaristes Corey May et Matt Turner. Le jeu est produit par François Pelland et ses associés.
Ubisoft Montréal est le développeur principal d’Assassin's Creed III. Le studio a reçu le soutien d'autres branches de l'éditeur Ubisoft :
- Ubisoft Québec pour la version Wii U
- Ubisoft Kiev pour la version Windows
- Ubisoft Bucarest pour la version Windows
- Ubisoft Annecy pour le mode multijoueur[31]
- Ubisoft Singapore pour le gameplay des missions navales[32]

Note : sauf mention contraire, les informations ci-dessus sont issues du générique de fin d’Assassin's Creed III.
Le développement du jeu a nécessité plusieurs centaines de personnes, dont plusieurs consultants en histoire dirigés par Maxime Durand de l'Université de Montréal,. Ils ont aussi demandé des conseils à des spécialistes en langue et en culture Mohawk,.
Le jeu a par ailleurs fait l'objet d'une adaptation sur téléphones mobiles. Développée et éditée par Gameloft, celle-ci se présente sous la forme d'un jeu d'action en vue latérale réalisé en pixel art.

### Conception
Le directeur créatif, Alex Hutchinson, explique le souhait des développeurs de redéfinir la franchise et ajoute que bien que Assassin's Creed soit produit chaque année (respectivement en 2007, 2009, 2010 et 2011 pour les jeux principaux), les jeux n'étaient pas développés tous les ans.
Composée à l'origine d'une vingtaine de personnes, la plupart issues de l'équipe d'AC2, l'équipe de développeurs d’Assassin's Creed III a d'abord décidé du cadre de l'action puis choisi qui en serait le héros (un natif américain pendant la révolution). Ils ont adapté à la réalité historique le conflit qui se joue depuis le début de la série entre les Templiers et les Assassins. Les Templiers veulent l'Ordre et les Assassins la Liberté, ce qui correspond aux idéologies de chacun des camps représentés dans la révolution (Britanniques, Loyalistes et Patriotes), et alimente le scénario de manière naturelle. L'équipe originelle a présenté une courte vidéo-test proposant une ébauche de leurs idées de développement du scénario et du système de jeu et a ensuite engagé des spécialistes afin de modéliser le jeu entier sur cette base-là. À cette fin, les développeurs décident de créer un nouveau moteur de jeu principalement orienté sur le gameplay et concentré sur la carte de la Frontière, où il est utilisé à son maximum.
Les développeurs annoncent avoir créé un jeu offrant plus de 30 heures de jeu solo et 2h30 de cinématiques, soit autant que certains films. L'équipe a utilisé d'anciennes cartes pour le mapping des villes, recréant Boston et New York à une échelle de 1:3. En redéfinissant le système de l'escalade, les animateurs ont préféré une approche plus « organique » : Connor peut grimper sur pratiquement tous les supports (les falaises, les arbres, les monuments) avec une agilité rappelant le concept du parkour,. L'apparition des animaux, sauvages ou domestiques, est aussi une nouveauté du jeu (les animaux des jeux précédents étaient presque exclusivement des chevaux), ainsi que le fait de les chasser.
Le jeu est violent par nature (le but est d'assassiner des cibles), mais cet opus monte d'un cran la violence graphique proposée par les jeux précédents : les consultants historiques de l'équipe de production ont en effet répété que la période de la révolution américaine fut un épisode particulièrement brutal de l'Histoire,, les batailles rangées tenant plus du combat mano a mano. Pour les phases de combat, le gameplay a été entièrement repensé, chaque mouvement des armes et du corps de Connor étant nouveau et lui permettant d'enchaîner les actions de manière plus rapide et fluide qu'avant ; l'animation des combats a été confié aux chorégraphes de capture de mouvement afin de modéliser des mouvements d'attaque et de défense avec ou sans arme (il est d'ailleurs beaucoup plus à l'aise avec deux armes qu'Ezio,). La tactique de Connor tient plus de la guérilla que de l'armée régulière, puisqu'il associe des techniques d'une violence extrême avec l'infiltration : il est un soldat de la guerre asymétrique, composante essentielle de la révolution, et qui contrastait avec les tactiques des Britanniques. En effet, les Tuniques rouges étaient particulièrement identifiables dans les forêts américaines, et faisaient donc des cibles faciles pour les soldats et civils engagés contre les forces anglaises et loyalistes.
Les batailles navales impliquaient à l'époque non seulement les Britanniques, mais aussi les Français, les Espagnols et les Hollandais, et le contrôle des mers était d'une part un objectif militaire et d'autre part économique, puisque le commerce maritime était capital. Les développeurs ont donc voulu retracer l'importance de cet aspect de la révolution dans le jeu, et assigné une équipe entière d'Ubisoft au design et missions se déroulant en mer. L'équipe de Singapour a ainsi été responsable de modéliser les batailles navales, ainsi que le comportement des personnages sur le pont. Finalement, Connor devient le Master and Commander du navire, devant contrôler à la fois la direction et l'orientation du bateau, mais aussi sa vitesse en fonction du vent, ainsi que le timing des tirs de canon.
Se déroulant dans une période historique très documentée grâce aux écrits de ses acteurs et spectateurs, notamment ceux de Benjamin Franklin, le jeu est parsemé de références et détails historiques et 80 % des personnages secondaires ont réellement existé. Les historiens ont d'abord rassemblé une grande quantité d'archives sur l'époque – évènements historiques, personnages, vie quotidienne, armes, etc. – puis se sont mis à la disposition des développeurs pour répondre à leurs questions au jour le jour. Maxime Durand, le consultant principal en histoire, explique qu' « il y avait bien-sûr des évènements majeurs que les gens voulaient voir reproduits dans le jeu, comme la Boston Tea Party, mais nous voulions aussi aller plus loin dans les détails et représenter des évènements moins connus ».

### Promotion

Le drapeau révolutionnaire Stars and Stripes.

Le PDG d'Ubisoft, Yves Guillemot, a confirmé le 8 novembre 2011, que le nouveau jeu serait disponible en 2012. Il a ajouté que ce nouvel opus serait « le plus important à ce jour ».
En février 2012, Ubisoft confirme officiellement l'existence d’Assassin's Creed III, et sa sortie en Amérique du Nord le 30 octobre 2012. Guillemot décrit le jeu comme « la vraie nouvelle génération d’Assassin's Creed, mais aussi du divertissement interactif en général. Nous allons faire le maximum parce que c'est un produit fantastique sur lequel l'équipe a travaillé pendant trois ans. Ce que nous avons pu en voir est simplement fabuleux,. » Il ajoute que les éditeurs ont investi plus d'argent dans ce jeu-ci que dans n'importe quel autre de la série.
Depuis le mois de janvier, plusieurs rumeurs font surface, affirmant qu’Assassin's Creed III se déroulerait en Amérique du Nord au XVIIIe siècle, pendant la guerre d'indépendance des États-Unis. Le 29 février, une future image promotionnelle a été envoyée au site Kotaku par un employé de Best Buy, au moment où Ubisoft prévient qu'une annonce officielle était imminente. L'image ayant fuité, figurant Connor armé de son tomahawk et son pistolet posant devant le drapeau révolutionnaire dans un environnement neigeux, confirme officieusement que l'action se déroulerait pendant la révolution américaine. Peu après, le site de Game Informer commence à confirmer les détails du cadre en postant une bannière publicitaire sur son site montrant le nouvel Assassin à côté du leader révolutionnaire George Washington.
Assassin's Creed III a été dévoilé officiellement par un trailer cinématique le 5 mars 2012. Ubisoft décrit le jeu comme le « plus ambitieux » des projets de l'histoire du studio, la capacité de production ayant été doublée par rapport aux autres titres de la série,,.
Ubisoft explique que lorsque le jeu Red Dead Redemption de Rockstar est sorti – au milieu du développement d’Assassin's Creed III –, les développeurs ont été surpris de voir que le studio Rockstar avait inclus la chasse aux animaux sauvages et une gigantesque forêt à explorer, et décide d'intégrer l'un et l'autre dans leur jeu. Les scénaristes Corey May et Matt Turner, avouent une « convergence d'esprit » entre les deux jeux. Par ailleurs, le directeur créatif, Alex Hutchinson explique qu'Ubisoft a renoncé à faire du protagoniste principal une femme parce que le contexte historique ne s'y prêtait pas. Bien que beaucoup de joueurs souhaitaient voir une femme Assassin dans la série, la révolution américaine rendait difficile le fait de justifier un tel choix. Cependant, c'est une femme qui a été choisie comme héroïne dans la suite sur PS Vita Assassin's Creed III: Liberation.

### Musique
Jesper Kyd qui avait jusqu'à présent réalisé les musiques pour les précédents volets, cède entièrement la place à Lorne Balfe pour la musique du jeu. Celui-ci était déjà présent dans la composition de la musique d’Assassin's Creed Revelations en tant que co-compositeur. La bande originale est disponible en téléchargement numérique (MP3) depuis le 30 octobre 2012. Balfe a également composé la musique du contenu téléchargeable La Tyrannie du roi Washington, la bande originale étant téléchargeable à partir du 23 avril 2013.

### Commercialisation

#### Précommandes
Comme pour les précédents opus de la série, Assassin's Creed III a fait l'objet d'une énorme campagne mercatique, alors la plus importante pour un jeu Ubisoft. Le studio propose depuis le mois de mars 2012 un réseau de précommande à travers le monde, incluant des bonus selon le marchand où les joueurs commandent le jeu, dont certains sont utilisables dans le jeu, :

Un uniforme des tuniques rouges (Redcoats).

- un emballage exclusif en métal (SteelBook) illustré par Alex Ross ;
- un visuel (skin) « Capitaine de l'Aquila » (Captain of the Aquila) contenant la hache d'abordage (Pirate Boarding Axe) et l'uniforme du capitaine (Captain of the Aquila's uniform) ;
- un visuel (skin) « Assassin colonial » (Colonial Assassin) contenant la pistolet écossais (Scottish Flintlock) et la tenue d'Assassin colonial (Traditional Colonial Assassins outfit) ;
- une mission solo « Ruines Maya perdues » (Lost Mayan Ruins) et l'épée à dents de scie (Sawtooth Sword) ;
- une mission solo « Fantôme de guerre » (Ghost of War) et la masse de guerre de Pontiac (Pontiac's War Club) ;
- une mission solo « Un secret dangereux » (A Dangerous Secret) et le mousquet à silex (Flintlock Musket) ;
- un contenu multijoueur « Tuniques rouges » (Redcoat) contenant un costume, un emblème et une relique ;
- un contenu multijoueur « Tireur d'élite » (Sharpshooter) contenant un costume, un emblème et une relique.

#### Éditions commerciales
Le 26 mars 2012, Ubisoft a annoncé trois éditions collector d’Assassin's Creed III : Freedom, Join Or Die et Special. Le 1er juin, le studio ajoute une édition supplémentaire : UbiWorkshop. Ubisoft et Sony s'associent pour créer un pack associant le jeu et une console PlayStation 3, disponible à partir de la sortie officielle du jeu le 30 octobre. Le jeu sur PS3 inclut quatre missions solo exclusives, intitulées « Les Missions Benediict Arnold » (The Benediict Arnold Missions), dont l'histoire se concentre sur le général Benedict Arnold et son implication dans la trahison du fort West Point aux Britanniques. Le scénariste Matt Turner explique que ces missions sont les plus historiquement exactes du jeu, « certaines scènes reprennent les mots exacts prononcés par les personnages-clé dans les évènements de West Point, d'après la transcription de la procédure judiciaire qui a suivi »,.
L'édition Freedom contient une copie du jeu sur disque DVD, le SteelBook d'Alex Ross, le journal de George Washington, une figurine de Connor de 24 cm et deux lithographies exclusives. Dans le jeu, deux missions solo (Ghost of War et Lost Mayan Ruins) et un personnage multijoueur « Tireur d'élite » (Sharpshooter),, ;
L'édition Join Or Die contient une copie du jeu sur disque DVD, le médaillon de Connor et le journal de George Washington. Dans le jeu, une missions solo (Ghost of War) et un personnage multijoueur Sharpshooter ;
L'édition UbiWorkshop contient une copie du jeu sur disque DVD, le SteelBook d'Alex Ross, la seconde édition d’Assassin's Creed: Encyclopedia, cinq images rares et le nouveau roman graphique Assassin's Creed: Subject 4 ;
L'édition Limited contient une copie du jeu sur disque DVD, une figurine de Connor de 24 cm, un drapeau colonial brodé, une boucle de ceinture en métal et le journal de George Washington. Dans le jeu, une missions solo (Lost Mayan Ruins) et un personnage multijoueur Sharpshooter. L'édition n'est pas disponible en Europe en raison de son contenu jugé anti-Britannique ;
L'édition Digital Deluxe contient une copie du jeu sur disque DVD, le journal de George Washington et la bande originale du jeu. Dans le jeu, trois missions solo (Lost Mayan Ruins, Ghost of War et A Dangerous Secret), deux skins (Captain of the Aquila et Colonial Assassin) et deux personnages multijoueur Sharpshooter et Redcoat, ainsi que The Benediict Arnold Missions. Cette édition est réservée à la version PC.
En France, Micromania propose en cadeau de commande une chevalière tirée à 1 000 exemplaires, ainsi que le contenu exclusif intitulé en français Défense de West Point (équivalent des missions de Benedict Arnold).

## Audio
Alors que les comédiens anglophones et francophones des personnages déjà présents dans les jeux précédents reprennent leurs rôles, Ubisoft fait appel à de nouveaux comédiens pour l'ensemble des personnages inédits de cet opus.[réf. nécessaire]
Dans le premier trailer en français, alors que Assassin's Creed III n'a pas encore de voix officielle pour Connor, celui-ci est doublé par Sébastien Desjours, qui doublait déjà Cesare Borgia dans Assassin's Creed Brotherhood. Il est remplacé par le Québécois Kevin Houle.[réf. nécessaire]
Noah Watts

## Accueil

### Accueil critique
Assassin's Creed III a reçu de nombreuses critiques positives depuis sa sortie. Les agrégateurs GameRankings et Metacritic donnent aux différentes versions (PC, Wii U, PS3 et Xbox 360) des notes supérieures à 85 % (84 % pour la version X360 sur Metacritic et jusqu'à 91 % pour la version PC sur GameRankings). La plupart des critiques font l'éloge des graphismes, du scénario, du nouveau mode de combat, de la chasse et du système de gestion du Domaine ; elles regrettent les bugs du jeu. Les missions navales sont par ailleurs qualifiées de « grande réussite » par presque tous les testeurs.
Au Royaume-Uni, le magazine Edge déclare que « le résultat est rafraîchissant, rajeunissant la série [offrant] une aventure étendue et détaillée. Le combat est toujours un peu usé ; les petits détails comme les fusils ou le tomahawk de Connor ajoutent une touche d'époque, mais échoue à réécrire les règles », ajoutant que les missions navales sont probablement la meilleure distraction d’Assassin's Creed III, et accorde au jeu la note 8⁄10. Aux États-Unis, IGN, avec une note de 8,5⁄10, écrit que « aucun autre jeu à monde ouvert ne nous a autant donné la possibilité d'explorer si profondément et de faire tant de choses », mais regrette que « tout n'est pas entièrement cohérent et les missions sont parfois trop linéaires, sapant par là-même l'impression de liberté que le jeu a tant cherché à donner ». GameSpot a donné une critique similaire, « [le jeu] a tenté sa chance avec l'introduction, le scénario et les personnages. Cela développe la série de manière agréable et raisonnable. Comme dans de nombreux jeux ambitieux, chaque flèche n'atteint pas sa cible, mais cette suite, dont la narration est longue et riche, est particulièrement investie pour nous offrir un ensemble le meilleur possible ».
Game Informer a noté le jeu 9,5⁄10, et ajouté que « Assassin's Creed III délivre tout ce que la série avait promis, et ajoute un peu plus pour faire bonne mesure... La plupart des joueurs vont probablement passer les six premières heures à découvrir la profondeur et l'ambition du jeu ». G4 estime que le jeu n'est pas parfait, mais que le scénario est tellement développé, que le mode multijoueur est tellement rejouable, et qu'il y a tant de choses à faire que le temps habituel de 10 heures passées sur un jeu devrait être pulvérisé. PC Gamer a été plus mitigé, notant le jeu 72⁄100, et écrivant que « le scénario divertissant et les combats navals fantastiques sont gâchés par un design terrible et des détails qui se glissent de manière endémique ». Le magazine ajoute que la gestion du Domaine nuit à la quête principale et que les objectifs secondaires presque entièrement scriptés punissent les joueurs qui pensent différemment.
En France, Gamekult conclut que « cela faisait belle lurette que l'on attendait ce troisième Assassin's Creed, encore plus depuis un certain Revelations qui, plus que nous faire languir, commençait à montrer les limites de la série et témoignait de son besoin de renouveau. Autant être clair, Assassin's Creed III comble nos attentes et ce, dans une très large mesure. Le cadre, tant historique que géographique, de cette nouvelle aventure est une véritable réussite et, une fois encore, la série nous transporte littéralement au cœur d'une autre époque dans une histoire passionnante » et donne une note de 8⁄10. Jeuxvideo.fr, avec la même note, écrit que, fruit d'un travail titanesque, « Assassin's Creed III est bien le gigantesque épisode attendu, tant par sa taille que par sa richesse ludique », mais regrette « l'aspect très « segmenté » et linéaire des quêtes principales » ; il cite par ailleurs Connor comme le « héros le plus réussi de la série ». Jeuxvideo.com qualifie le jeu d' « épisode le plus abouti de la série » et accompagne sa critique par la note 18⁄20 : « on découvre un héros passionnant, submergé par une guerre qui le dépasse et un contexte post-colonialiste malsain. Même les intouchables Pères fondateurs sont largement décriés et les clichés sont pour la plupart évités. [...] Bénéficiant d'une IA plus crédible, d'une trame scénaristique soignée, de personnages complexes et travaillés, d'un contexte historique passionnant et d'une pléthore d'activités annexes, celui-ci devrait rapidement s'imposer dans le cœur des fans comme un véritable must-have. ».
Enfin, plusieurs critiques remarquent que la version PC continue à être esthétiquement plus travaillée que les versions consoles : « les « pécéistes » profiteront de textures plus travaillées, notamment au niveau des différents personnages ou de certains éléments du décor »,. Sur l'aspect technique, beaucoup regrettent les bugs du jeu et le clipping qui continue à apparaître de temps à autre et conseillent une machine relativement performante pour profiter du jeu,.

### Le jeu et l'Histoire
Plusieurs analyses parlent d'« une histoire réaliste mais pas réelle », et saluent le travail des développeurs pour coller le plus possible à la réalité historique,,. Dans un épisode plutôt absent des productions hollywoodiennes et télévisuelles récentes (à l'exception des films The Patriot et Le Dernier des Mohicans (The Last of the Mohicans) ou de la mini-série John Adams) qui contribuent habituellement à l'intérêt du public sur telle ou telle période historique, Ubisoft Montréal a mis l'accent sur l'exactitude afin d'offrir la « reconstitution la plus accessible jamais réalisée de l’Amérique révolutionnaire ».
Pour cela, les développeurs ont modélisé un monde boueux occupé par les villes de Boston et New York, où les personnages non-joueurs (en anglais) ne parlent pas avec l'accent bostonien typique du Massachusetts, mais plutôt un argot importé d'Europe, principalement d'Angleterre. Contrairement aux quelques représentations de l'époque en question, « ils n’ont pas tenté de contourner les difficultés qui y étaient inhérentes, ni de recréer une sorte de fantasme de la Nouvelle-Angleterre d'autrefois ». Pour la création des villes, l'équipe s'est servi de cartes d'époque et de relevés topographiques pour la hauteur des collines de Boston, et a reproduit les façades hollandaises et les toits des maisons à pignon de New York. De plus, les développeurs ont décidé, contrairement aux habitudes hollywoodiennes, de ne pas traduire les passages en langue mohawk. Ils ont aussi tenu à recréer la météo et la température qui régnait à telle ou telle date significative.

« Ce qui est drôle, c’est que le jeu est en fait beaucoup moins marron que la ville ne l’était en réalité. Nous avons passé notre temps à dire au directeur artistique « C’est tout marron ! » et il nous répondait « Mais c’était tout marron ! »

— Alex Hutchinson, directeur créatif d’Assassin's Creed III.
Lorsque l'annonce du cadre de l'histoire a été faite par Ubisoft en mars 2012, certains joueurs se sont inquiétés de l'ambition d'Ubisoft de rendre un jeu vidéo à la fois cohérent, accessible et « bankable », et ont eu peur que le studio ne privilégie le divertissement à l'exactitude historique. En juillet, Ubisoft Montréal a été accusé de développer un jeu anti-britannique après la diffusion de trailers et images du jeu figurant l'assassinat de Tuniques rouges (Redcoats) britanniques. Le magazine Forbes a qualifié le trailer du 4 juillet intitulé Rise de « jingoïsme Tea Party ».
Le scénariste principal a par la suite défendu les développeurs et le studio des allégations de bigoterie et de discrimination. Cette controverse s'est néanmoins poursuivie pendant plusieurs semaines, en raison des publications marketing qui continuaient de présenter les Britanniques comme les seuls ennemis, probablement dû au fait que les sites américains coupaient les passages où le protagoniste tuait des Patriotes,,.
Cependant, à la sortie du jeu, les critiques ont largement déclaré que la représentation du conflit était équitable et juste. Official Xbox Magazine UK écrit que l'on n'anticipe pas dans le jeu un contenu patriote, du genre « Yay, America! ». Sur Slate, un critique ajoute que « s'il y a bien une morale qui domine dans Assassin's Creed III, ce n’est pas tant celle des nouveaux patriotes qui cherchent à s’affranchir d’une puissance coloniale capricieuse, mais bien le désir de défendre les Amérindiens, notamment les Mohawks et les Iroquois du Nord-Est, qui assistent impuissants à l’éclosion de cette guerre de blancs sur leur territoire. [Car] quel que soit le camp qui l’emportera, il est clair que les Amérindiens vont perdre ».
La représentation des personnages historiques, tels que George Washington et Benjamin Franklin, ou des moments-clés de la guerre d'Indépendance, comme le massacre de Boston, la bataille de Bunker Hill et la signature de la Déclaration d'indépendance à Philadelphie, est historiquement crédible,,,. Jeuxvideo.com écrit que l'« on est donc très loin du manifeste pro-américain que l'on pouvait craindre, les Pères fondateurs étant décrits comme esclavagistes, sexistes et même racistes. Cela risque de faire grincer quelques dents outre-Atlantique, mais de notre côté, on apprécie cette critique acerbe, mais juste, de la société américaine de l'époque. »

« La question n’est vraiment pas de choquer, mais de faire renaître une période de l’histoire qui a été malheureusement momifiée. Les architectes de l’unité américaine étaient à l’image du pays qu'ils ont fondé : dynamiques, enthousiastes et parfois un peu méprisables. »

— Erik Sofge, dans Slate.
Enfin, le choix des développeurs de présenter dans le jeu une partie de The Beggar's Opera est significatif de leur engagement à offrir aux joueurs une œuvre historiquement crédible et sans complaisance : c'est une œuvre symbolique dans l'histoire de l'opéra, aujourd'hui l'expression artistique la plus déconsidérée selon Alex Hutchinson. L'Opéra des gueux (1728) est le premier opéra anglais populiste et propose une double critique de la classe britannique au pouvoir et de l'opéra italien. Hutchinson explique que l'idée d'intégrer l'opéra dans « l'un des jeux vidéo les plus vendus au monde » était jouissive : « j'adore me dire que l'on va faire écouter une demi-heure d'opéra à 10 millions de gamins... C'est de l'histoire cachée ». Le souci d'exactitude historique est devenu au cours de la série une marque de fabrique d’Assassin's Creed. Télérama écrit que « les reconstitutions sont si fidèles que certains historiens s'en servent comme base de travail et que les produits dérivés sont vendus dans les musées. »
Un quotidien canadien, The Globe and Mail, a cependant critiqué la vision « américanocentrée » du jeu, qui ignore l'implication du Canada dans la révolution américaine : « même en présumant qu'Ubisoft détient une certaine connaissance de l'histoire canadienne, il est peu probable que les développeurs aient fait les choses différemment. L'importance du marché vidéo-ludique américain dicte entièrement qui sont les « gentils » et qui sont les « méchants ». Certains régiments Canadiens ont effectivement assisté l'armée continentale américaine dans des batailles comme celle de Saratoga (1777) ; le Canada faisait alors partie de l'Empire britannique, faisant de ces Canadiens des traîtres à la Couronne. Enfin, à la fin de la guerre, plus de 40 000 loyalistes émigrent au Canada par peur des représailles.
À l'occasion de la sortie du contenu téléchargeable, La Tyrannie du roi Washington, début 2013, la chaîne d'information conservatrice américaine, Fox News a publié sur son site un article intitulé « Une entreprise française de jeux vidéo représente George Washington en tant que méchant sanglant qui doit être assassiné ». Un commentateur du site Kotaku rapporte que le subtil message xénophobe qui se cache derrière l'article se résume en une phrase : « Ces mangeurs de grenouille n'ont décidément aucune éducation,,. » Le DLC est une uchronie centrée sur la prise du pouvoir du premier Président américain, « brossant le portrait d'un George Washington possesseur d'un sceptre magique et mué en despote sanguinaire, loin de l'image de libérateur que l'Histoire, la vraie, a gardée », et dont l'affiche représente un Washington à l'air maléfique portant une couronne et assis sur un trône enveloppé du drapeau américain. Alors qu'Ubisoft déclare qu'ils ont souhaité re-familiariser les joueurs avec le héros qu'ils pensaient tous connaître, l'association de Mount Vernon a annoncé qu'« à l'inverse d'autres figures militaires historiques, Washington s'est admirablement tenu à l'écart du pouvoir. Mount Vernon espère que ce jeu va donner aux joueurs un aperçu de cette importante réussite, qui est souvent négligée,. » En réalité, le Congrès continental a effectivement proposé à Washington les titres de Roi et d'Empereur, offre qu'il a décliné, quittant ses fonctions après son second mandat. Fox News s'offusque également de voir le jeu sortir au lendemain du President's Day, célébré le 18 février 2013, ainsi que de la violence graphique des différents épisodes du jeu.

### Ventes
Le 30 mars 2012, trois semaines après le début de la campagne de précommande, Ubisoft a annoncé que le nombre de commandes avait dépassé de plus de dix fois le nombre de celles de Brotherhood et de Revelations dans le même laps de temps. Le 25 octobre, le studio établit que le jeu est le plus précommandé de l'histoire de l'entreprise, doublant le record établi par Revelations en 2011. La semaine de sa sortie, le jeu est le plus vendu au Royaume-Uni, avec les meilleures ventes pour la série à ce jour : c'est le meilleur lancement pour Ubisoft dans le pays, et le second de l'année après FIFA 13.
Au 6 novembre (avant la sortie des versions PC et Wii U), Assassin's Creed III s'est vendu à plus de 3,5 millions d'exemplaires, soit une hausse de 100 % par rapport à Revelations à la même époque une année plus tôt,,. Au 12 décembre, soit un peu plus d'un mois après sa sortie, Ubisoft annonce que les ventes du jeu dépassent les 7 millions de copies,. Assassin's Creed III est le troisième jeu le plus vendu au Royaume-Uni en 2012, après Call of Duty: Black Ops II et FIFA 13 et le quatrième aux États-Unis, après Black Ops II, Just Dance 4 et Halo 4.
Au 7 février 2013, les ventes du jeu, en dématérialisé et en support physique, totalisent douze millions d'unités, soit une hausse de 70 % par rapport au précédent titre sorti un an plus tôt.

### Distinctions
Assassin's Creed III a été présenté à l'E3 2012 et été nommé aux Game Critics Awards pour les catégories du meilleur jeu de l'E3, du meilleur jeu de console et du meilleur jeu d'action-aventures. Les récompenses ont largement été dominées par le jeu The Last of Us. Assassin's Creed III: Liberation est quant à lui nommé au meilleur jeu de console portable. Le site GameTrailers choisit Assassin's Creed 3 comme le jeu d'action/aventures de l'année, et Game Revolution le classe numéro un des jeux de l'année 2012.
Il est également nommé dans six catégories aux Spike Video Game Awards 2012 : jeu de l'année, meilleur jeu Xbox 360, meilleur jeu PS3, meilleur jeu d'action-aventure, meilleurs graphismes, et Connor Kenway comme personnage de l'année,. Aux D.I.C.E. Awards, le jeu est nommé dans les catégories de jeu d'aventures de l'année et meilleur son, et remporte celui de la meilleure animation,.
Assassin's Creed III est nommé au Satellite Award du meilleur jeu d'action/aventure remporté par Dishonored, ainsi qu'au Writers Guild of America Award du meilleur scénario de jeu vidéo, remporté par Richard Farrese et Jill Murray pour leur travail sur Assassin's Creed III: Liberation. Il reçoit également deux nominations aux Game Developers Choice Awards, meilleur son et meilleure technologie, la cérémonie ayant principalement récompensé le jeu Journey.
Il est aussi nommé dans neuf catégories aux Canadian Videogames Awards, dont celle du jeu de l'année.

## Contenu téléchargeable (DLC)
Le 3 octobre 2012, Ubisoft édite un « Season Pass » pour le contenu téléchargeable pour un montant de 23,99 £ / 29,99 $ / 29,99 €. Il permet de télécharger les cinq packs DLC avec une remise de 25 % sur l'achat à l'unité et les détenteurs du Pass ont accès aux contenus téléchargeables une semaine avant les autres,,. Les DLC sont disponibles sur
la plateforme d'Ubisoft Uplay, mais aussi sur Steam.

### Uplay content
La plateforme Uplay permet au joueur qui a suffisamment gagné de points (Units) avec les différents jeux Ubisoft de récupérer divers bonus, certains étant jouables dans le jeu, :
- Fonds d'écran Assassin's Creed III (Assassin's Creed III Theme) : un thème de fonds d'écran
- Le Pack du Mangeur de vie (The Life Scratcher Pack) : permet au joueur d'augmenter la capacité de munitions et débloque des éléments dans le profil multijoueur
- Tenue d'Ezio (Ezio's outfit) : une tenue tirée d’Assassin's Creed Brotherhood
- Le Pack Renégat (The Renegade Pack) : débloque le costume multijoueur « Night Stalker » et des éléments additionnels dans le profil

Les actions du jeu accordant des « Units » sont :
- Invité mystère (10 U) : compléter les séquences 1 & 2
- Le thé, c'est pour les Anglais (20 U) : compléter la séquence 6
- La somme de la vérité (30 U) : compléter la séquence 12
- Abstergo Entertainment (40 U) : atteindre le niveau 20 en mode multijoueur

### Missions Benedict Arnold
Le 30 octobre 2012 sort le DLC Benedict Arnold, un contenu exclusif à la PlayStation 3, découpé en quatre missions. L'histoire commence par une demande particulière du général Washington : il s’agit de dévoiler au grand jour un probable complot visant à renverser West Point, le point défensif stratégique des colonies face à la Grande-Bretagne. À travers ces quatre missions, Connor éliminera des espions loyalistes et travaillera incognito pour Benedict Arnold, avant d’atteindre le point culminant de l’intrigue : un assaut explosif sur le fort de West Point que Connor doit empêcher quoi qu’il lui en coûte.

### Les Secrets oubliés
Le premier pack téléchargeable, intitulé Les Secrets oubliés (The Hidden Secrets), sort le 5 décembre 2012 pour les détenteurs du Season Pass (il sort pour les autres joueurs le 12 décembre sur PC, Xbox 360 et PS3). Pour 4,99 €, il contient la plupart des bonus de précommande : les skins « Capitaine de l'Aquila » et « Assassin colonial », les missions solo « Les Ruines perdues », « Fantôme de guerre » et « Un secret dangereux », ainsi que les pack multijoueur « Tuniques rouges » et « Tireur d'élite ».

### La Bataille impitoyable
Le jour de la sortie des Secrets oubliés, Ubisoft annonce le prochain pack téléchargeable, La Bataille impitoyable (The Battle Hardened). Le pack, disponible au prix de 9,99 €, contient des bonus multijoueur incluant de nouveaux personnages (le Gouverneur, le Highlander et l'Homme-Coyote) des cartes supplémentaires (Charlestown, Fort St-Mathieu et Saint Pierre) et est disponible à partir du 8 janvier 2013 sur PS3 et Xbox 360, du 15 janvier sur PC et du 17 sur Wii U,.

### La Tyrannie du Roi Washington
En octobre 2012 est annoncé la sortie d'un DLC intitulé La Tyrannie du Roi Washington (The Tyranny of King Washington), une uchronie qui propose une histoire où George Washington prend le pouvoir et s'autoproclame « roi d'Amérique » à la suite de la révolution américaine. Le joueur doit destituer le dictateur pendant une campagne en trois épisodes pour 9,99 € l'unité ou en pack pour 29,99 €,, : Déshonneur (The Infamy) disponible à partir du 19 février, Trahison (The Betrayal) le 19 mars et Rédemption (The Redemption) le 23 avril. La Tyrannie a fait l'objet d'un développement séparé géré par Ubisoft Québec et dirigé par Hugo Giard.
L'extension reçoit un accueil mitigé, la plupart des critiques écrivant que si l'idée de départ peut paraître bonne, le contenu manque d'originalité, de consistance et de cohésion narrative,, et déclarent que l'extension est essentiellement destinée aux fans,. Le site Jeuxvideo.com attribue une moyenne de 13⁄20 à l'ensemble alors qu'IGN, avec la note de 6,5⁄10 titre son test « Est-ce que La Tyrannie vaut son prix? »

## Licence
Patrice Désilets explique que la série avait toujours été pensée comme une trilogie. Alexandre Amancio, directeur créatif de Assassin's Creed Revelations a annoncé que si le jeu Assassin's Creed III est susceptible de conclure l'histoire impliquant Desmond, le personnage étant le fil rouge de tous les jeux parus jusqu'ici, cela ne signifiera pas nécessairement la fin de la série. Lorsque Assassin's Creed reviendra après la fin du cycle de Desmond, elle sera de retour avec un nouveau personnage central.

« Assassin's Creed est composé de cycles : on a par exemple le cycle d'Ezio et celui d'Altaïr, et ces deux-là vont se conclure dans Revelations. Mais on a aussi le cycle de Desmond, qui doit se terminer en décembre 2012. Il y a de nombreux cycles au sein de la marque... tout l'intérêt est là. L'Histoire est notre terrain de jeu. »

— Alexandre Amancio, octobre 2011,.
Depuis, la phrase « History is our Playground » est devenue le slogan de la série.

### Assassin's CreedIII: Liberation
Développé par Ubisoft Sofia, Liberation est sorti le 31 octobre 2012 sur PlayStation Vita, en même temps qu’Assassin's Creed III. Le jeu présente un autre personnage, Aveline de Granpré (premier personnage principal féminin jouable de la série) ; l'action se déroule dans une période parallèle à Assassin's Creed III, dans La Nouvelle-Orléans dans laquelle l'Assassin doit se confronter aux forces espagnoles voulant s'emparer de la Louisiane au cours de la guerre de la Conquête.

### Assassin's CreedIV: Black Flag
Le 28 février 2013, Ubisoft annonce, à la suite d'une fuite sur Internet, la sortie d'une préquelle à Assassin's Creed III, intitulée Assassin's Creed IV: Black Flag. Ce dernier sort le 29 octobre 2013 et se déroule dans les Caraïbes pendant l'âge d'or de la piraterie. Le jeu voit apparaître un nouveau personnage principal, Edward Kenway, le père d'Haytham et grand-père de Connor.

### Assassin's Creed: Rogue
En novembre 2014, Ubisoft Sofia sort sur consoles de salon, PlayStation 3 et Xbox 360, Assassin's Creed: Rogue. Le jeu permet d'incarner le templier Shay Patrick Cormac lors de la guerre de Sept Ans. Reprenant les mécaniques de bases d'Assassin's Creed IV Black Flag, l'épisode se déroule entre ce dernier et Assassin's Creed III. Le joueur est amené à rencontrer certains grands personnages comme le père de Connor : Haytham, Achilles Davenport et Adéwalé.